# 萬事發

萬事發的舊標誌

萬事發（英語：Mevius，前稱Mild Seven），是由日本煙草產業出品的一個香烟品牌，也是世界上第二大的煙草品牌。目前，萬事發已在超過40個國家中销售。

## 簡介
萬事發於1977年開始於日本國内市場發售，从1981年開始推向海外市場。最初的標價是根據包裝类型（普通包裝和盒裝）而设定，但是在2006年7月起，萬事發將所有包裝種類的價格統一。
萬事發於2007年7月2日慶祝製造30周年紀念，同時也發售了限量版的「萬事發·Prime·Menthol·輕量·盒裝」。
2014年在臺灣推出了馬年紀念包。

## 冒牌香菸的流通與消除
2006年，萬事發被檢查出冒牌香煙，這個情況很快於日本證實。冒牌香菸雖然外觀和真的萬事發一樣，但品質與有很大差異。根據猜測，這很有可能是朝鮮出產冒牌版以贏取暴利。

## 一級方程式赛车贊助者

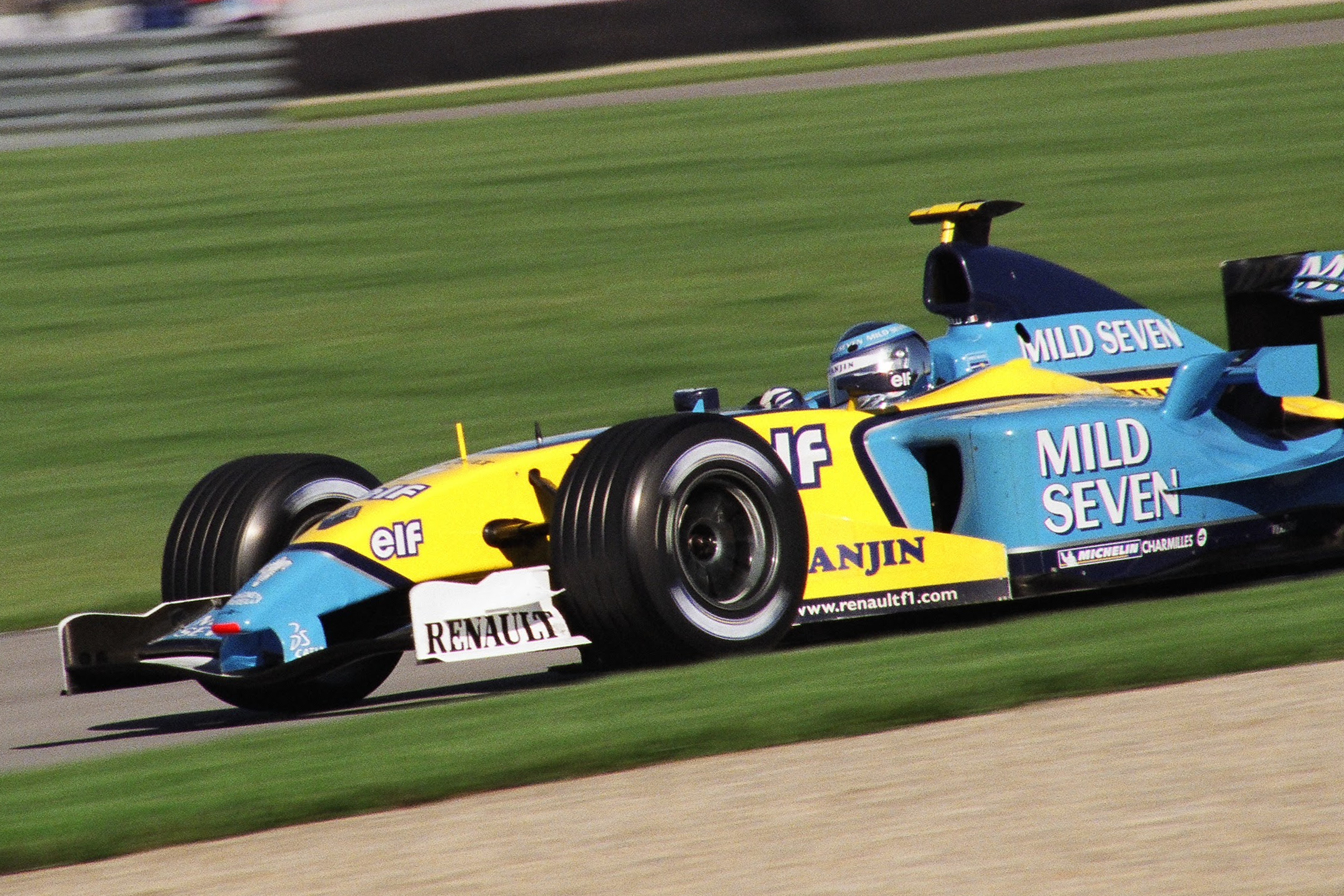
萬事發贊助的F1賽車

萬事發也曾是一級方程式赛车的贊助者之一，由1994年開始贊助一級方程式赛车，但於2006年停止赞助一級方程式賽車。